# Leis de Ranganathan
As leis de Ranganathan são cinco leis fundamentais instituídas para a biblioteconomia pelo pensador indiano Shiyali Ramamrita Ranganathan, e vigoram até os dias atuais. Ranganathan era um professor de matemática indiano interessado em biblioteconomia que cursou na Inglaterra. Seu livro "The Five Laws of Library Science" (1931) aborda importantes pontos para as práticas da biblioteconomia. Os enunciados do autor são, em sua essência, os precursores dos movimentos liderados por profissionais bibliotecários de hoje.

## As cinco leis
As leis de Ranganathan podem ser resumidas da seguinte forma:
- Os livros são escritos para serem lidos - o livro é um meio que impulsiona o conhecimento. E podemos observar a importância de uma biblioteca na seguinte frase: "quem tem informação, tem poder". Aponta para o livro como um meio e não como tendo um fim em si. Em relação às bibliotecas, de nada adianta tê-las cheias de livros senão se dá o acesso à informação. Por isso, esta afirmativa de Ranganathan se perpetua até hoje.
- Todo leitor tem seu livro - o bibliotecário deve fazer o estudo dos usuários, observando a clientela para preparar o acervo. Aponta para a seleção conforme o perfil do usuário.
- Todo livro tem seu leitor - refere-se à disseminação da informação, em que se deve divulgar os livros existentes em cada biblioteca. Aponta para a importância da divulgação do livro, sua disseminação, antecipando a estética da recepção.
- Poupe o tempo do leitor - a arrumação e catalogação dos documentos diminui o tempo necessário para encontrar a informação desejada. Aponta para o livre acesso às estantes, o serviço de referência e a simplificação dos processos técnicos.
- Uma biblioteca é um organismo em crescimento - o bibliotecário deve controlar esse crescimento, verificando qual a informação que está sendo usada, através de estatísticas da consulta e empréstimo. Decorre da explosão bibliográfica que exige atualização das coleções e previsão do crescimento da área ocupada pela biblioteca.